# Аймарська мова
Аймарська мова (аймара: Aymar aru) — мова народу аймара, що мешкає в Центральних Андах. Це одна з небагатьох індіанських мов з числом носіїв більше мільйона осіб Аймара, разом з кечуа і іспанською мовами, є офіційною мовою Перу і Болівії. Нею також розмовляють в Чилі.
Аймара — аглютинативно-полісинтетична мова з порядком слів SOV (підмет-додаток-присудок).

## Назва
Традиційне ствердження про те, що слово «аймара» походить з аймарських слів «jaya» (предок) і «mara» (рік, час) ймовірно є помилковим. Справжня етимологія залишається невідомою, дискусію на цю тему можна знайти в книзі Lingüística Aimara перуанського лінгвіста Родолфо Керрон-Паломіно.

## Фонологія
У мові аймара три голосних звуки (/a i u/, для яких розрізняють два ступені довготи. Високі голосні знижуються до середніх перед увулярними приголосними та після них (/i/ → [e], /u/ → [o]).
Що стосується приголосних, то вони в аймара можуть бути лабіальними, альвеолярними, палаталізованими, велярними й увулярними. Звуки не оглушуються (наприклад, немає різниці між [p] і [b]), але кожна приголосна має три форми: проста (без придиху), глотальна, і з придихом. У аймара є одноударний /ɾ/, і відмінність між альвеолярним та палатальним для носових і бічних звуків, а також два півголосних (/w/ і /j/).
|              |             | Губні | Зубні/ Альвеолярні | Пост- альвеолярні | Увулярні | Велярні | Увулярні |
| ------------ | ----------- | ----- | ------------------ | ----------------- | -------- | ------- | -------- |
| Носові       | Носові      | m     | n                  |                   | ɲ        |         |          |
| Вибухові     | без придиху | p     | t                  | tʃ                |          | k       | q        |
| Вибухові     | з придихом  | pʰ    | tʰ                 | tʃʰ               |          | kʰ      | qʰ       |
| Вибухові     | глотальні   | pʼ    | tʼ                 | tʃʼ               |          | kʼ      | qʼ       |
| Фрикативні   | Фрикативні  |       | s                  |                   |          | x       | χ        |
| Одноударні   | Одноударні  |       | r                  |                   |          |         |          |
| Апроксиманти | центральні  |       |                    |                   | j        | w       |          |
| Апроксиманти | бокові      |       | l                  |                   | ʎ        |         |          |

Наголос зазвичай ставиться на передостанньому складі, але через довгі голосні може зрушуватися.

## Мовна сім'я

### Походження
Існує твердження, що аймарська походить від мови, якою говорили в Тіуанако, позаяк це мова, яку нині використовують тутешні індіанці. Багато фахівців у наш час[коли?] вважають, що аймарська розповсюдилася на південь, в область Тіуанако, з області свого початкового розповсюдження у Центральному Перу, хоча це не достовірно. Вважається, що саме аймарська була основною мовою держави Уарі, а в Тіуанако говорили нині вимерлою мовою Пукіна. Топоніми мовою аймара присутні на півночі від Центрального Перу та на більшій частині Альтіплано.

### Найближчі родичі
Аймара є насправді лише однією з корінних мов цієї області, інші з тих, що дожили до наших днів — хакару/каукі. Ця мовна сім'я була виявлена дослідженням Марті Джеймса Хардмана де Батісту в рамках лінгвістичної програми університету Флориди. На мовах Хакару (jaqi aru — людська мова) та Каукі розмовляють спільноти в районі селища Тупе в долині Яуйос в регіоні Ліма в центральному Перу. На мові хакару говорять близько 3 тисяч людей, серед яких майже всі є двомовними носіями з іспанською як другою. Загроженою мовою Каукі розмовляють переважно люди похилого віку в маленькій сусідній громаді. Доктор Хардман початково класифікувала мови хакару та каукі як досить відмінні одна від одної, проте пізніші дослідження виявили, що це два говори однієї мови.
Наразі нововідкрита мовна сім'я не має власної назви. Доктор Хардман запропонувала назву Хакі, тоді як перуанські мовознавці запропоновували інші назви. Алфредо Тореро використовував термін ару (мова); Родолфо Керрон-Паломіно, своєю чергою, запропонував розповсюдити термін аймара або аймарські мови на всю сім'ю, розділену на дві гілки, південну (в районі Альтіплано) аймара та центральну аймара (тобто Хакару та Каукі). Кожна з цих трьох пропозицій має своїх послідовників серед андських мовознавців.

### Далека спорідненість
Деякі лінгвісти стверджують, що аймара споріднена своєму поширенішому сусідові, мові кечуа. Ця гіпотеза, проте, є сумнівною — хоча між цими мовами є схожість, більшість лінгвістів сходяться на думці, що ця схожість пояснюється тим, що народи-носії мали тривалу історію культурної взаємодії, займаючи одну або сусідню територію, а не спорідненістю мов.

## Розповсюдження
Зараз на аймара розмовляють понад 2,5 млн мешканців Болівії, 420 тис. мешканців Перу і близько 15 тис. мешканців Чилі. На момент іспанського завоювання в 16 століття, аймара домінувала на набагато ширшій площі, включаючи більшу частину Перуанських Анд на південь від Куско. Проте за наступні століття велика частина носіїв аймара перейняли як іспанську мову, так і кечуа, зараз багато колись аймарамовних болівійських та перуанських районів стали кечуамовними.